# Sumner (Maine)
Pour les articles homonymes, voir Sumner.
Sumner est une ville américaine située dans le Comté d'Oxford, dans le Maine. Selon le recensement de 2020, sa population est de 994 habitants.